# Пашеку, Нилтон
Нилтон Пашеку ди Оливейра (порт. Nilton Pacheco de Oliveira, 26 июля 1920, Салвадор, Бразилия — 26 июня 2013, Рио-де-Жанейро, Бразилия) — бразильский баскетболист, бронзовый призёр Олимпийских игр в Лондоне (1948).
Начал свою карьеру в Clube Bahiano de Tênis, однако большую её часть провел за «Флуминенсе».
Участник трёх чемпионатов мира по баскетболу: 1941, 1945 и 1947 годов. На первенстве мира в Эквадоре (1945) вместе с командой стал чемпионом, а на домашнем чемпионате (1947) — серебряным призёром. На летних Играх в Лондоне в составе национальной сборной завоевал бронзу. В играх за сборную провел 20 матчей, набрав 97 очков.